# Кауапанские языки

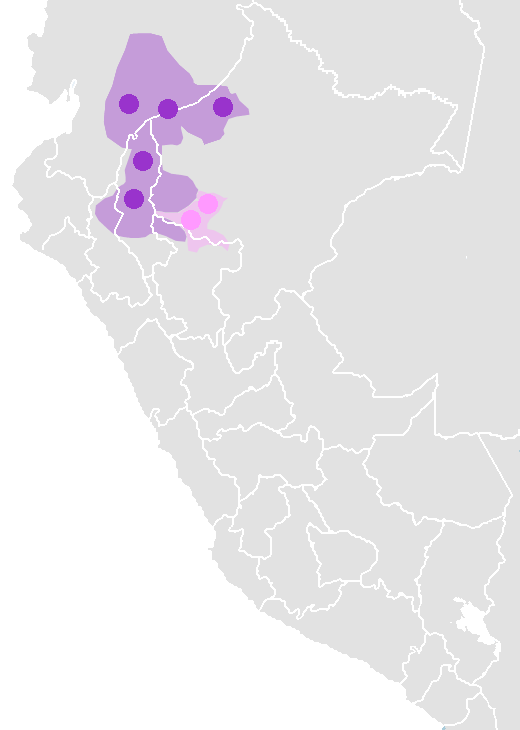
Хиварские (фиолетовый) и кауапанские (розовый) языки. Кружки — документированные локации, площади — приблизительное возможное распространение в XVI в.

Кауапанские языки (кавапанские, кауапананские) — небольшая языковая семья, распространённая на севере Перу. Общее число носителей — около 11300 человек, практически все на чаяуита.

## Состав
Семья состоит из 2 языков:
- Чаяуита (шави, чави; Balsapuertino, Cahuapa, Chayabita, Chayawita, Chayhuita, Tshaahui, Paranapura, Shayabit)
  - диалект чаяуита (Chayahuita)
  - диалект кауапана (Cahuapana)
- Шивилу (хеберо, шеберо, шиуила; Shiwilu, Jebero, Chebero, Xebero, Xihuila) — практически вымер

Glottolog классифицирует вымерший язык хесуит-майнас (англ. Jesuit-Maynas language) вместе с чаяуита.